# Fred Gwynne
Frederick Hubbard Gwynne (Nova Iorque, 10 de julho de 1926 – Taneytown, 2 de julho de 1993) foi um ator norte-americano, conhecido por sua altura (1,96 m), assim como por suas participações em diversas sitcoms, tais quais Car 54, Where Are You? e Os Monstros.

## Biografia

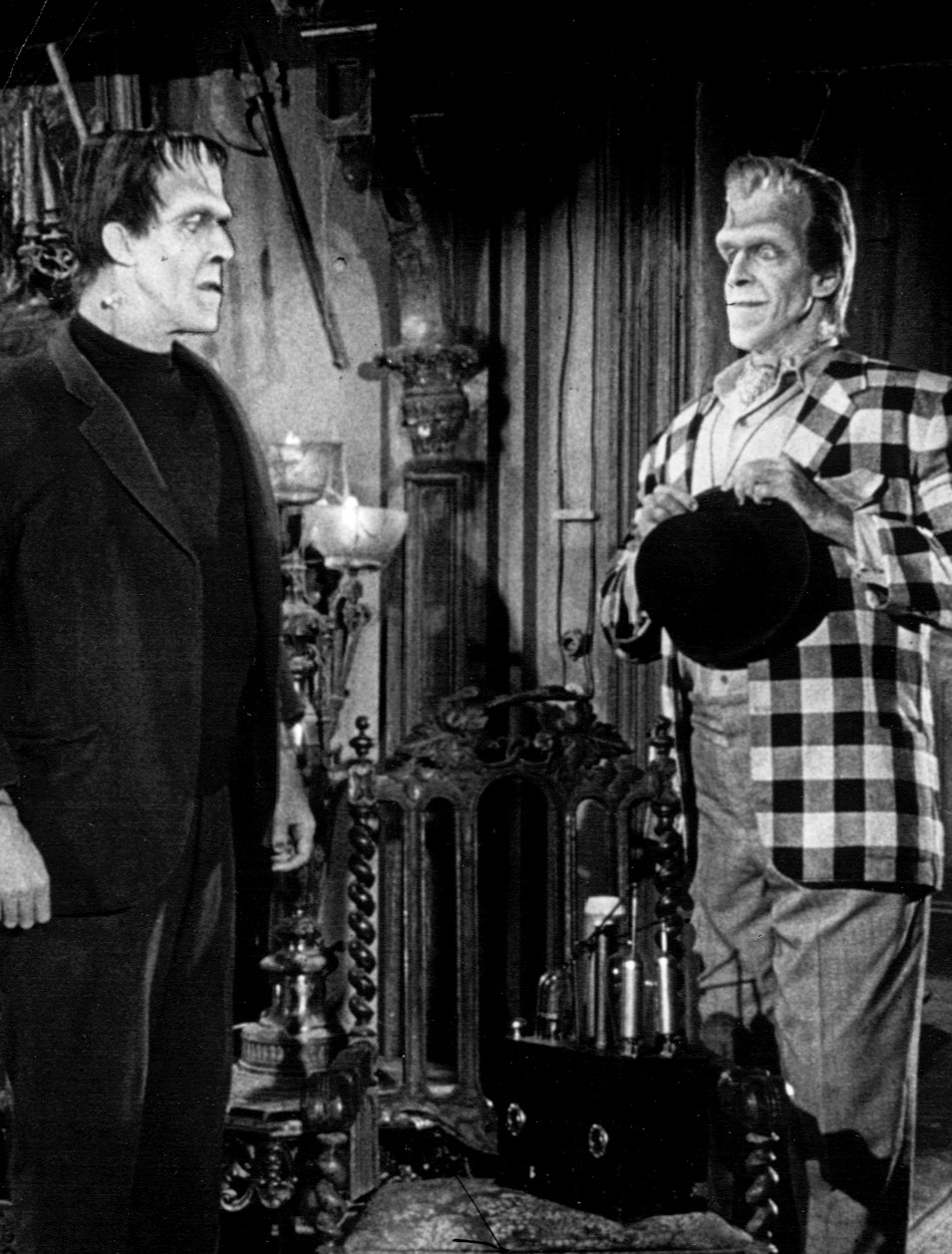
Fred Gwynne num episódio de Os Monstros em papel duplo como Herman Monstro, a criatura de Frankenstein, e seu irmão, Charlie.

Gwynne formou-se pela universidade de Harvard em 1951. Ele era cartunista do jornal "Harvard Lampoon" e tornou-se seu presidente; ele atuou no Hasty Pudding Club, e juntou-se ao Brattle Theatre Repertory Company após se formar. Seu primeiro papel na Broadway foi o de um gangster numa comédia de 1952, "Mrs. McThing,", na qual estrelava Helen Hayes.
Em adição à sua carreira como ator, Gwynne cantava profissionalmente, pintava, e escrevia e ilustrava livros infantis, incluindo A Chocolate Moose for Dinner, The King Who Rained, Best In Show, Pondlarker, e A Little Pigeon Toad. Ele também emprestava sua voz a comerciais e shows de rádio.
Após Os Monstros, ele ficou marcado pelo papel de Herman Monstro, a paródia desajeitada do monstro do Dr. Frankenstein, e teve dificuldade para ser escalado para outros papéis. Entretanto, Gwynne era conhecido pelo seu bom humor e boa vontade, e guardava boas lembranças de seu papel na série. Gwynne eventualmente provou ser um bom ator dramático nos palcos. Em 1974, ele atuou no papel de "Big Daddy" na remontagem da Broadway de Gata em teto de zinco quente.
Sua atuação como Jud Crandall em Pet Sematary foi baseada no próprio autor Stephen King, que é também bem alto (apenas uma polegada mais baixo que o ator) e também fala com um forte sotaque do Maine. Gwynne também teve papéis nos filmes Disorganized Crime, The Cotton Club, The Secret of My Success, Water, Ironweed e Fatal Attraction.
A última aparição de Gwynne no cinema foi como um juiz na comédia de 1992, Meu Primo Vinny, no qual ele interpretou com um convincente sotaque sulista.
Gwynne morreu de câncer no pâncreas na cidade de Taneytown, estado de Maryland, oito dias antes de seu 67° aniversário. Ele está sepultado no cemitério da igreja Sandymount United Methodist em Finksburg, Maryland, em cova anônima.